# Neuville-au-Plain

Neuville-au-Plain este o comună în departamentul Manche, Franța. În 1 ianuarie 2022 avea o populație de 84 de locuitori.